# Fons Dellen
Fons Dellen (Zwolle, 1958) is een Nederlands radio- en televisiemaker, journalist en schrijver.

## Levensloop
Dellen studeerde aan de School voor Journalistiek. In de jaren tachtig en negentig schreef hij over popmuziek en cultuur voor onder meer Het Parool, Vrij Nederland, Haagse Post en Vinyl.
Vanaf 1984 maakte en presenteerde Dellen radioprogramma’s voor de VPRO, waaronder De Wilde Wereld, Backline, Nozems-a-gogo, Villa 65 en Rumble. In deze programma's was veel aandacht voor alternatieve popmuziek. Artiesten als Nirvana, Nick Cave, de Red Hot Chili Peppers, The Gun Club, John Cale, Sonic Youth en Steve Earle speelden live in de studio. Aan Rumble werd meegewerkt door onder meer Martin Bril, Theo van Gogh en Herman Brusselmans.
Vanaf 1998 werkte Dellen voor de tv-programma’s Lopende Zaken, Loladamusica, Kaap de Goede Hoop, R.A.M, NOVA en VPRO's Nederpopshow. Hij maakte documentaires over onder meer Herman Brood en Hans Verhagen, Archeoloog van de emotie. Van 2005 tot 2012 was Dellen eindredacteur van het digitale themakanaal Geschiedenis 24.
In 2015 verscheen zijn debuutroman Echte vrienden. Tegenwoordig is hij docent.